# Svartstjärtsnultra
Svartstjärtsnultra (Symphodus melanocercus) är en fiskart som först beskrevs av Risso, 1810.  Svartstjärtsnultra ingår i släktet Symphodus och familjen läppfiskar. IUCN kategoriserar arten globalt som livskraftig. Inga underarter finns listade i Catalogue of Life.